# Моджаддеди, Себгатулла
Себгатулла Моджадиди (пушту صبغت الله مجددي‎; 21 апреля 1925 — 11 февраля 2019) — пуштунский духовный лидер, глава моджахедов в 1989—1992 годах, президент Афганистана с 28 апреля по 28 июня 1992 года.

## Биография
Родился 27 сентября 1926 года в Кабуле, в именитой пуштунской религиозной семье Моджаддиди. Семья Моджаддиди согласно преданиям берёт начало от самого матуридита Ахмада аль-Фаруки Сирхинди — известного ханафитского богослова родом из северо-западной Индии. Семья самого Себгатуллы Моджаддеди принадлежала к суфийскому ордену (тарикату) Накшбандия. В 1940-е годы обучался светской и исламской юриспруденции в знаменитом в исламском мире Университете аль-Азхар в Каире (Египет). В 1952 году вернулся в Королевство Афганистан, и преподавал в средних школах Кабула, а затем в Кабульском университете исламскую теологию и юриспруденцию. Стал известен как активный сторонник независимой политики Королевства Афганистан, выступая за уменьшение влияния на Афганистан как СССР, так и США. В 1959 году он был обвинён в заговоре и арестован. Обвинялся в заговоре и попытке организовать покушение на тогдашнего главу Советского Союза Никиту Хрущёва во время предстоящего его визита в Афганистан. Без суда и должного следствия находился под заключением вплоть до 1964 года. В том году в Афганистане король принял первую Конституцию, и провёл ограниченные демократические преобразования. В заключении сумел собрать вокруг себя множество учеников и сторонников. После освобождения стал ярым противником короля Мухаммеда Захир-шаха, хотя и приветствовал принятие Конституции.
Вместе со своими сторонниками воспринял государственный переворот и свержение монархии 1973 года настороженно. После Апрельской (Саурской) революции 1978 года, были убиты его родной брат, несколько родственников и сторонников. Сам Себгатулла Моджаддеди был вынужден покинуть откровенно просоветскую Демократическую Республику Афганистан. Несколько лет жил в изгнании сначала в Дании и ФРГ, затем в Австрии, Иране и Пакистане. В иммиграции встречался с западными политиками, давал интервью западным и исламским СМИ, критиковал просоветскую ДРА и собственно Советский Союз. Также занимался глубоким изучением фикха, иджтихада, сунн, хадисов. Написал несколько книг и трактатов. В 1979 году на территории Пакистана основал Национальный фронт спасения Афганистана (НФСА), который вошёл в Пешаварскую семёрку. Фронт во главе с Моджаддеди считался представителем умеренно-исламистского крыла афганских моджахедов. Согласно мнению Моджаддеди, Афганистан должен был становиться абсолютно независимым во внутренней и внешней политике государством с умеренным исламским строем, противопоставляя себя ваххабитам и салафитам. Его семья подверглась репрессиям во время правления Х. Амина.
27 апреля 1992 года отряды повстанцев вошли в Кабул, а 28 апреля в столицу прибыл Себгатулла Моджаддеди и в присутствии иностранных дипломатов получил власть из рук вице-президента прежнего режима Хатефа. Он стал президентом Исламского Государства Афганистан, а также главой Совета Джихада (комиссии из 51 члена, назначенных в соответствии с Пешаварскими Соглашениями). Была продемонстрирована преемственность власти: объявлены всеобщая амнистия и отказ от преследования функционеров прежнего режима. В том же году Моджаддиди передал власть таджикской этнической группировке Бурхануддина Раббани. Однако гражданская война на этом не закончилась. Пуштунские (Гульбетдин Хекматиар), таджикские (Ахмад Шах Масуд, Исмаил-хан) и узбекские (Абдул-Рашид Дустум) полевые командиры продолжали сражаться между собой.
В 2004 году председательствовал на всеафганском конгрессе Лойя-джирга. В декабре 2005 года был выбран Председателем верхней палаты (Мешрано Джирга) Национального собрания Афганистана.
12 марта 2006 года на Себгатуллу Моджаддеди было совершено очередное покушение. Два террориста-смертника взорвались рядом с проезжающей машиной, в котором он находился. В результате теракта погибли 4 человека рядом со взрывами, а сам Моджаддеди получил относительно легкие повреждения с ожогами лица и рук. Тогда он был членом верхней палаты парламента и комитета по примирению. Нападавшие взорвали начиненный взрывчаткой автомобиль рядом с его машиной, когда он ехал по улицам. Четыре пешехода были убиты, а Моджаддеди получил лёгкие ранения с ожогами лица и рук.
Новости о смерти Себгатуллы Моджаддеди появились 9 февраля 2016 года, но это оказалось фейком. Фейк был развенчан самим Моджаддеди присутствием и участием на церемонии, посвященной 27-й годовщине вывода советских войск из Афганистана 15 февраля. Он скончался от продолжительной болезни 11 февраля 2019 года у себя дома в Кабуле. Ему было 93 года. На его похоронах участвовало несколько десятков тысяч человек, и сами похороны несмотря на угрозу террористов терактом, прошли относительно спокойно и без пострадавших. Помимо родного пушту, свободно говорил на дари (или фарси), урду, арабском и английском.